# 키케 라모스
엔리케 "키케" 라모스 곤살레스(스페인어: Enrique "Quique" Ramos González, 1956년 3월 7일, 마드리드 주 마드리드 ~)는 스페인의 전직 프로 축구 선수로, 현역 시절 수비형 미드필더로 활약했다.

## 클럽 경력
마드리드 출신인 라모스는 아틀레티코 마드리드 유소년부를 졸업해 1979년에 1군 신고식을 치르고 이어지는 9년 동안 주전으로 활약했으며, 1985년에는 수도 연고 구단이 코파 델 레이와 수페르코파 데 에스파냐를 우승할 수 있도록 일조했다.
그러나, 1987-88 시즌, 논란의 헤수스 힐 회장과의 사적 문제로 인하여 매트리스 제작자들을 떠나 은퇴하여 칩거에 들어갔다. 이후 1년이 지난 1990년 6월에 하위권 라요 바예카노에서 1년 더 라 리가에서 활동하고 강등 후 은퇴했다.

## 국가대표팀 경력
라모스는 스페인 국가대표팀 경기에 4년 동안 4번 출전했다. 그의 첫 국가대표팀 경기는 1981년 2월 18일, 1-0으로 이긴 프랑스와의 친선경기였다.

## 수상
아틀레티코 마드리드
- 코파 델 레이: 1984-85
- 수페르코파 데 에스파냐: 1985
- 컵위너스컵 준우승: 1985-86[2]